# Маленька нічна серенада
Маленька нічна серенада (нім. Eine kleine Nachtmusik, серенада № 13 для струнних у соль мажор), K. 525 — серенада у чотирьох частинах, написана Вольфгангом Амадеєм Моцартом в 1787 році, є одним з найвідоміших творів композитора.
Твір написаний для ансамблю з двох скрипок, альта, віолончелі та контрабаса, але часто виконується струнними оркестрами.

## Історія написання
Серенада була завершена Моцартом у Відні 10 серпня 1787 року, приблизно в той час, коли композитор працював над другим актом опери «Дон Жуан». Назва роботи походить від вступу, який Моцарт зробив у своєму особистому каталозі творів, що починається словами «Eine kleine Nacht-Musik» (в перекладі з нім. «Маленька нічна серенада»).
Твір не публікувався приблизно до 1827 року. Тільки після смерті Моцарта, в 1799 році вдова Констанція продала його німецькому композитору Йоганну Андре, як частину великої колекції композицій чоловіка. 

## Структура
Твір складається з чотирьох частин:
- I. Allegro
- II. Romanze: Andante
- III. Menuetto: Allegretto
- IV. Rondo: Allegro

### Allegro
Перша частина має сонатну форму. Друга тема є більш витонченою, у ре мажор. Експозиція закриває ре мажор і повторюється.

### Romanze
Друга частина написана у до мажор, являє собою романс, з темпом, позначеним як анданте. Почуття близькості і ніжності залишається протягом всієї частини. Написана у формі рондо, що має форму A–B–A–C–A, а також з фінальною кодою.

### Menuetto
Третя частина, помічена як Allegretto, являє собою є менует і тріо, які тривають 3/4 часу. Менует у соль мажор контрастує з ре мажор.

### Rondo
Четверта і остання частина твору, позначена як алегро, написана у жвавому темпі, у соль мажорі. Частина має сонатну форму. Твір закінчується довгою кодою.

## Можливі додаткові частини
У публікації каталогу, що був згаданий вище, Моцарт перераховує п'ять частин («Алегро — Менует і Тріо — Романс — Мінует і Тріо — Фінал») Друга частина в цьому списку, Менует і тріо, довгий час вважалася втраченою і ніхто не знає, хто її вилучив, Моцарт чи хтось інший. Німецький музикознавець Альфред Ейнштейн припустив, що менует у сонаті для фортепіано сі-бемоль мажор, K. 498a, якраз і є відсутньою частиною.